# Guernica
Guernica (AFI [ɡeɾˈnika], bască Gernika) este un oraș din provincia Vizcaya, comunitatea Țara Bascilor, Spania. În 2004 avea 15.571 de locuitori. 
În afara Țării Bascilor, Guernica este cunoscută ca una dintre primele ținte ale atacurilor efectuate de Luftwaffe în timpul Războiului Civil Spaniol, orașul fiind atacat și bombardat aerian la data de 26 aprilie 1937. 
Pablo Picasso este autorul unei faimoase picturi care prezintă acest eveniment.
1. ↑  Nomenclátor Geográfico de Municipios y Entidades de Población (20240402 edition)